# Eufriesea laniventris
Eufriesea laniventris är en biart som först beskrevs av Adolpho Ducke 1902.  Eufriesea laniventris ingår i släktet Eufriesea, tribus orkidébin, och familjen långtungebin. Inga underarter finns listade.